# Omsk
Omsk (russisk: Омск, tr. Omsk) er en russisk by i den sydvestlige del af Sibirien, administrativt center i Omsk oblast. Omsk by har et areal på 572,9 km² og 1.104.485 (2024) indbyggere, hvilket gør Omsk til den Russiske føderations ottende største by. Omsk blev grundlagt i 1716.

## Geografi
Byen ligger i den sydlige del af de Vestsibiriske slette ved sammenløbet af floderne Irtysj og Om, centralt i den sydlige del af Omsk oblast. Terrænet er forholdsvis fladt, med højder omkring 100-140 m. Et monotont terræn, der nogle steder brydes af flade lavninger, udtørrede flodlejer, søer og bakkekamme.
Den maksimale varighed af dagen er 17 timer, 21 minutter, minimum er 7 timer 10 minutter (ved solhverv). Den fremherskende vindretning om vinteren er sydvestlig, om sommeren nordvestlig. Vinter og forår er der hyppige sne- og støvstorme.

### Klima
Omsk har tempereret fastlandsklima med kolde vintre og varme somre. Januar gennemsnitstemperatur er – 17 °C, i juli + 19,5 °C. Gennemsnittet for hele året er + 1,7 °C. Den gennemsnitlige årlige nedbør er 400 mm. Gennemsnitlig er der over 300 solskinsdage om året.

## Erhverv
Vigtige industrier er olieraffinaderi, kemisk fabrik, dækfabrik, maskinindustri herunder en traktorfabrik (Omsktransmash/ZTM), motorer, vaskemaskiner (Sibir) og letindustri, herunder bryggeri (Pit – øl).

## Seværdigheder og Kultur
Maleren Mikhail Vrubel er født i Omsk. Omsk Vrubel Museum udstiller hans værker.
I Omsk findes adskillige museer bl.a.. Omsk Historiske Museum grundlagt 1878, teatre, koncertsale og et cirkus.

## Venskabsbyer
Omsk er venskabsby med:
- York, Canada
- Petropavlovsk, Kasakhstan
- Pavlodar, Kasakhstan
- Kaifeng, Kina
- voivodskabet Lublin, Polen
- voivodskabet Łódźsk, Polen
- voivodskabet Pommern, Polen
- Novosibirsk, Rusland
- Kaliningrad, Rusland
- Tjeljabinsk, Rusland
- Púchov, Slovakiet
- Jinju, Sydkorea
- Karlovy Vary, Tjekkiet
- Milwaukee, USA

## Personer med tilknytning til Omsk
- Fjodor Dostojevskij, forfatter, var i eksil i Omsk 1849–1854
- Nikolaj Jadrintsev, russisk etnograf og arkæolog
- Dmitrij Karbysjev, general i Den Røde Hær
- Vilis Krištopans, tidligere lettisk premierminister
- Valerian Kujbysjev, russisk revolutionær, officer i Den Røde Hær
- Kirill Petrenko, russisk dirigent
- Vissarion Sjebalin, sovjetisk komponist og professor.
- Dmitrij Sytjov, russisk fodboldspiller
- Aleksej Tisjtjenko, tidligere russisk amatørbokser
- Mikhail Vrubel, russisk maler
- Josip Broz Tito, Leder af Jugoslavien

Peter Emanuel Hansen var embedsmand ved den store nordiske telegrafstation i Omsk. 
I 1877 blev hans artikel med beskrivelse af Omsk udgivet i Geografisk Tidsskrift.